# Turbigo
Turbigo (Turbigh en llombard, Türbigh en dialecte milanès) és un municipi italià, situat a la regió de Llombardia i a la ciutat metropolitana de Milà. L'any 2010 tenia 7.485 habitants.